# 工藤夕希
工藤 夕希（くどう ゆうき、9月2日 - ）は、日本の女性声優。埼玉県出身。アクセント所属。

## 人物
趣味はアカペラ。特技は空手。普通自動車免許保有。
音響芸術専門学校卒業。アクセント附属養成所シャイン18期生。

## 出演

### テレビアニメ
2017年
- ひとりじめマイヒーロー

2020年
- ギャルと恐竜（先パイ）
- くまクマ熊ベアー（2020年 - 2023年、ヘレン、女性、セーノ） - 2シリーズ

2021年
- 俺だけ入れる隠しダンジョン（マリア・フィアナ・アルバート）
- ひぐらしのなく頃に業（取り巻き）
- 終末のハーレム（エリカ）

2022年
- それでも歩は寄せてくる（ひなの）
- 不徳のギルド（女生徒、無垢な子供）
- ポプテピピック TVアニメーション作品第二シリーズ（少年B）

2023年
- 解雇された暗黒兵士（30代）のスローなセカンドライフ（村人C、村人A、サトメ、子供B）

2025年
- 日本へようこそエルフさん。（火とかげ）
- 魔法使いの約束（市民、女性、子供）

### 劇場アニメ
2021年
- 劇場版 BanG Dream! Episode of Roselia II：Song I am（観客）

### 吹き替え
2019年
- クリスマス・ナイト ～恋に落ちた騎士～（ペイジ）
- ヴァスト・オブ・ナイト（フェイ・クロッカー〈シエラ・マコーミック〉）

2020年
- リトル・アメリカ（チェン）

2021年
- ジニー&ジョージア（2021年 - 2023年、ジョージア〈子供時代〉、サマンサ）

2022年
- NCIS ネイビー犯罪捜査班 シーズン12（スーパー!ドラマTV版）
- 彼女達が、キレた時（ヘンリー）
- デビルズアワー ～3時33分～（ティリー、エブリン）
- ブラック・フォン（グウェン〈マデリーン・マックグロウ〉）
- サムバディ

2023年
- エドワードへの手紙（ゾーイ〈オードリー・コルサ〉）
- バレービューのヴィランたち（スカーレット）

### ドラマCD
- ひとりじめマイヒーロー[1]

### デジタルコミック
- 白魔術師は勇者のレベルを上げたくない（2022年、勇者イリエ[32][33]）
- 嫌な顔されながらおパンツ見せてもらいたい漫画（2022年、佐々木あやめ[34][35]）

### 朗読
- A×Aプロデュース朗読公演「未発見の星」（2019年10月13日 - 14日、絵空箱） - イチカちゃん 役[36]
- 「猫とバカンス」〜続・交差点の猫〜（2021年10月9日 - 10日、絵空箱）[37][38]

### ゲーム
- モンスターストライク タワーオブスカイ（2023年、ルーラン[39]）
- 俺だけレベルアップな件:Arise （2024年、ミレイ[40]）

### その他
- ライアンズ・ワールド（2021年、YouTube。エマ[41]）

## ディスコグラフィ

### キャラクターソング
| 発売日       | 商品名                        | 歌           | 楽曲                | 備考                                           |
| ------------ | ----------------------------- | ------------ | ------------------- | ---------------------------------------------- |
| 2020年4月5日 | 恐竜あげみざわ☆/Peaceful Days | 恐竜フレンズ | 「恐竜あげみざわ☆」 | テレビアニメ『ギャルと恐竜』オープニングテーマ |